# Оман на летних Олимпийских играх 1996
Оман принимал участие в Летних Олимпийских играх 1996 года в Атланте (США) в четвёртый раз за свою историю, но не завоевал ни одной медали.
4 оманских спортсмена (только мужчины) соревновались в 4 видах спорта: лёгкой атлетике, стрельбе, велоспорте и плавании.
Самым юным участником оманской олимпийской сборной в 1996 году был 18-летний пловец Рашид Салим аль-Ма’шари (راشد سالم مشاري), а самым старшим — 32-летний стрелок, уроженец провинции Эд-Дахилия Халифа Сулейман Хатри (خليفة سليمان الخاتري), он же был знаменосцем на церемонии открытия Игр.

## Состав и результаты

### Лёгкая атлетика
Мужчины
| Спортсмен        | Соревнование | Предварительный раунд | Предварительный раунд | Четвертьфинал | Четвертьфинал | Полуфинал | Полуфинал | Финал     | Финал     |
| Спортсмен        | Соревнование | Результат             | Место                 | Результат     | Место         | Результат | Место     | Результат | Место     |
| ---------------- | ------------ | --------------------- | --------------------- | ------------- | ------------- | --------- | --------- | --------- | --------- |
| Мохамед Аль-Хути | 200 м        | 21,10                 | 6                     | Не прошёл     | Не прошёл     | Не прошёл | Не прошёл | Не прошёл | Не прошёл |

### Велоспорт
Мужчины
| Спортсмен              | Соревнование                  | Время       | Рейтинг     |
| ---------------------- | ----------------------------- | ----------- | ----------- |
| Юссеф Ханфар Аш-Шакали | Индивидуальная гонка по очкам | не завершил | не завершил |

### Стрельба
Мужчины
| Спортсмен       | Соревнование                          | Квалификация | Квалификация | Финал     | Финал     |
| Спортсмен       | Соревнование                          | Результат    | Место        | Результат | Место     |
| --------------- | ------------------------------------- | ------------ | ------------ | --------- | --------- |
| Халаф Аль-Хатри | Пневматическая винтовка, 10 метров    | 578          | 37           | не прошёл | не прошёл |
| Халаф Аль-Хатри | Винтовка из трёх положений, 50 метров | 584          | 50           | не прошёл | не прошёл |

### Плавание
Мужчины
| Рашид Салим аль-Ма'шари | 1500 м вольный стиль | 18:11,59 | 3 | не прошёл | не прошёл | не прошёл | не прошёл | не прошёл | не прошёл | не прошёл | не прошёл |